# Linum imbricatum
Linum imbricatum là một loài thực vật có hoa trong họ Linaceae. Loài này được (Raf.) Shinners mô tả khoa học đầu tiên năm 1957.